# Liste der Baudenkmale in Zarrendorf
In der Liste der Baudenkmale in Zarrendorf sind alle Baudenkmale der Gemeinde Zarrendorf (Landkreis Vorpommern-Rügen) und ihren Ortsteile aufgelistet.
Grundlage ist die Veröffentlichung der Denkmalliste des Landkreises Vorpommern-Rügen, Auszug aus der Kreisdenkmalliste vom Juli 2012.

## Zarrendorf
| ID   | Lage                     | Bezeichnung           | Beschreibung | Bild |
| ---- | ------------------------ | --------------------- | ------------ | ---- |
|      |                          |                       |              |      |
| 1277 | Bahnhofstraße 64 (Karte) | ehemaliges Kinderheim |              |      |
| 1276 | Kirchstraße 30 (Karte)   | ehemalige Schule      |              |      |

## Quelle
- Denkmalliste des Landkreises Vorpommern-Rügen

- Karte mit allen Koordinaten:
- OSM |
- WikiMap